# Osloß
Osloß er en kommune i Landkreis Gifhorn i den tyske delstat Niedersachsen. Den er en del af, og ligger i den sydlige del af amtet (Samtgemeinde) Boldecker Land.

## Geografi
Osloß ligger emllem naturparkerne Südheide og Drömling ved floden Aller. Syd for Osloß ligger det internationalt anerkendte naturbeskyttelsesområde Barnbruch.